# Marco Soffietti
Marco Soffietti (Rivoli, 26 december 1977) is een voormalig professional golfer uit Italië. 
Soffietti werd in 1996 professional en bezocht sindsdien tot en met 2010 elk jaar de Tourschool, met uitzondering van 1999. Viermaal bereikte hij de Final Stage, wat hem het recht gaf op de Europese PGA Tour enkele toernooien te spelen. Op de Challenge Tour heeft hij enkele top-10 plaatsen behaald, op de Europese Tour is hij daarin niet geslaagd. In totaal heeft hij 33 toernooien gespeeld van de Europese PGA Tour en 142 in de Challange Tour.